# Ignasi de Gispert i Jordà
Ignasi de Gispert i Jordà (Barcelona 3 de novembre de 1911-1998) fou un advocat i jurista català.

## Biografia
Es formà en una família cristiana, el 1930 es llicencià en dret a la Universitat de Barcelona i el 1932 ingressà al Col·legi d'Advocats de Barcelona. Després de la guerra civil espanyola va treballar com a advocat des del seu propi despatx.
Destacat membre del Col·legi d'Advocats de Barcelona, del que en fou escollit degà en 1968 col·laborà a la Revista Jurídica de Catalunya i el 1971 presidí el Segon Congrés Jurídic Català. Durant els anys 1970 participà en les demandes d'amnistia, de la supressió del Tribunal d'Ordre Públic i contra els judicis del Procés de Burgos. També fou membre de l'Acadèmia de Jurisprudència i Legislació de Catalunya.
A les eleccions al Parlament de Catalunya de 1980 fou elegit diputat d'Unió Democràtica de Catalunya, i fou conseller de Justícia en el primer govern de la Generalitat de Catalunya de 1980 a 1982. El 1983 va rebre la Creu de Sant Jordi.
Fou el pare de la també política i advocada Núria de Gispert i Català.